# Limo Mesjid
Limo Mesjid is een bestuurslaag in het regentschap Aceh Besar van de provincie Atjeh, Indonesië. Limo Mesjid telt 208 inwoners (volkstelling 2010).